# کریگ برکو
کریگ برکو (به انگلیسی: Craig Bierko) (زاده ۱۸ اوت ۱۹۶۴) بازیگر آمریکایی است.
از فیلم‌های معروف او می‌توان به بازی در فیلم سه کله‌پوک، بوسه طولانی شب‌بخیر، طبقه سیزدهم، تا تو بودی، حومه، دیکی رابرتس، جنگ گربه‌ها، دانیکا و فیلم جذاب مرد سیندرلایی در نقش ماکس بیر اشاره کرد.